# ベアトリス・スティックス＝ブルネル
ベアトリス・ユージェニア・スティックス＝ブルネル（Beatriz Eugenia Stix-Brunell、1993年1月27日生まれ）はアメリカのバレエダンサーである。14歳のときにクリストファー・ウィールドン率いるMorphosesでデビューした。2010年にロイヤル・バレエ団に入団して2016年にはファースト・ソリストに昇進、2021年に引退した。

## 幼少期
マイアミで生まれ、ニューヨークで育った。父は金融業、母はインテリア・デザイナーであった。7歳でアメリカン・バレエ学校に入り、バレエに取り組み始めたが、その一方で名門大学への進学を目指す予科学校であるナイチンゲール・バンフォード・スクールにも通っていた。12歳でパリ・オペラ座バレエ学校に移り、母と兄弟もパリに転居したが、父はアメリカに留まって可能な限りパリに通うようになった。スティックス＝ブルネルはフランス語が話せない状態で渡仏したが3ヶ月で習得して、1年でクラス首席となったものの、ニューヨークに戻って個人指導を受けながらナイチンゲール・バンフォード・スクールで勉学に励んだ。

## キャリア
14歳のときにクリストファー・ウィールドン率いるMorphosesのダンサー募集広告を見たのがきっかけでそのオーディションを受け、ウィールドンの招きもあって入団して『ミューズを率いるアポロ』や『ポリフォニア』などの作品を踊った。ここでロイヤル・バレエ団とニューヨーク・シティ・バレエ団のダンサー（リーン・ベンジャミン、エドワード・ワトソン、ウェンディ・ウィラン、マリア・コウロスキ、タイラー・ペックなど）と共演しつつ、学業を続けた。
Morphosesのロンドンツアーに帯同したスティック＝ブルネルは、当時ロイヤル・バレエ団芸術監督であったモニカ・メイソンの知遇を得た。電子メールのやりとりをするようになり、2010年、17歳の時にメイソンからオーディションなしでロイヤル・バレエ団への入団オファーを受け、同年中にアーティストとして入団した。階級としては最下位のアーティストでありながら、負傷したマリアネラ・ヌニェスに代わって『不思議の国のアリス』のタイトル・ロールを踊ったり、その数週間後には『パゴダの王子』を降板したローレン・カスバートソンの代役を掴むなど、プリンシパル・ロールを演じている。ロンドンでの最初の1年にはSkypeを通じて授業を受け、高校を卒業している。
2012年にはファースト・アーティストを飛び級してソリスト、2016年にはファースト・ソリストに昇格した。ロイヤル・バレエ団では『ロミオとジュリエット』のジュリエット、『二羽の鳩』の少女、『くるみ割り人形』の金平糖の精、そして『ジュエルズ』のエメラルドとダイヤモンドなどを踊った。
2021年7月に同シーズンをもってロイヤル・バレエ団を引退し、勉学のためスタンフォード大学に入学した。引退公演はウィールドンの『After the Rain』であった。

## 受賞歴
- 2012年英国ダンス批評家協会賞 アウトスタンディング・フィメール・パフォーマンス賞（クラシック部門）ノミネート